# Шпильовий Леонід Вікторович
Шпильовий Леонід Вікторович (нар. 23 червня 1952, с. Велика Яблунівка, Смілянський район, Черкаська область) — український науковець, дослідник, винахідник. Кандидат технічних наук. Начальник науково-технічного відділу ТОВ "ПСП «Азовінтекс» (2008—2012). Член Донецького відділення Наукового Товариства імені Шевченка (НТШ). Один з фундаторів НРУ на Донбасі. З 1981 р. мешкає у смт Донське, Волноваський район, Донецька область.

## Науковий доробок
Коло наукових інтересів: збагачення корисних копалин, автоматизація процесів збагачення корисних копалин, історія гірництва.
Шпильовий Л. В. — автор понад 70 наукових публікацій та 25 авторських свідоцтв та патентів України.
Зробив суттєвий внесок у розробку проблеми автоматизації процесу згущення рудних суспензій і пульп на збагачувальних фабриках. Крім того, вивчає Мазурівське рідкіснометалічне родовище — характеристику руд, способи їх переробки, історію дослідження і освоєння.

## Громадсько-політична діяльність
Член-засновник та активний функціонер ряду донецьких регіональних громадських організацій: Донецького обласного товариства української мови імені Т. Г. Шевченка, Донецького відділення Наукового Товариства імені Шевченка (НТШ), Народного Руху України (голова Волноваської районної організації, 1990—1998 роки).
Активно друкувався у місцевій, регіональній та центральній пресі — близько 50 статей на громадсько-політичну тематику.
Заснував і випустив 4 номери волноваської районної громадсько-політичної газети (як додаток до «Східного часопису») — «Громадська думка» (1995 р.).

## Основні праці
Техніка і технології
- Автоматичне управління процесом згущення суспензій рідкіснометалічних руд для підвищення якості вихідних продуктів радіального згущувача. Дис. канд. техн. наук, Спеціальність: 05.13.07 Донецьк, 2007. 196 стор.[недоступне посилання з серпня 2019]
- Шпильовий Л. В. Технологічні основи автоматизації процесу згущення на збагачувальних фабриках (монографія). Донецьк: Східний видавничий дім. Донецьке відділення НТШ. 2011. — 184 с.
- Шпильовий Л. В. Цирконієва промисловість України: становлення і розвиток: монографія / Л. В. Шпильовий, В. С. Білецький / ред. В. С. Білецький. — Львів: «Новий Світ-2000», 2024. — 400 с. — (Серія «Бібліотека Гірничої енциклопедії»). ISBN 978-966-418-487-5
- Шпильовий Л. В. Збагачення ніобієвих руд: монографія / Л. В. Шпильовий, В. С. Білецький, К. Л. Шпильовий ; ред. В. С. Білецький. — Київ: Халіков Р. Х., 2021. — 160 с.
- Мазурівське рідкіснометалічне родовище: Монографія / Шпильовий Л. В., Білецький В. С., Чернієнко Н. М., Стрекозов С. М. / За редакцією Білецького В. С. — Львів: Видавництво ПП «Новий Світ-2000», 2023. — 283 с. ISBN 978—966 — 418—364 — 9

Історія
- Білецький В. С., Шпильовий Л. В. Польський дослідник приазовських надр

## Нагороди та відзнаки
- Пам'ятна медаль «Євграф Ковалевський» Донецького відділення НТШ, посвідчення від 23 грудня 2023 р. з нагоди 150-річчя НТШ.